# C160H Astarté
Pour les articles homonymes, voir Astarté (homonymie).
Le C160H Astarté est un avion de relais de communication dérivé du C160NG Transall. Son nom, Astarté, est l'acronyme d'« Avion STAtion Relais de Transmissions Exceptionnelles ». Construit à seulement quatre exemplaires, sa mission était de transmettre l'ordre d'engagement nucléaire aux forces stratégiques françaises.

## Historique
En décembre 1981, le ministère de la Défense exprime le besoin de disposer d’un appareil capable de transmettre l'ordre présidentiel d'ouverture du feu nucléaire aux SNLE de la Force océanique stratégique dans le cas où les installations au sol en seraient empêchées. En 1982, quatre C160H sont commandés, ils s'ajoutent au 25 Transall NG (2d série de production) commandés par l'armée de l'air française. Ils feront partie du programme RAMSES (Réseau amont maillé stratégique d'écoute et de survie) et serviront de relais avec les sous-marins nucléaires. La variante est désignée « H » comme « Hermès » le nom du plan dans lequel s'inscrit sa mission. Le développement d'un système de communication très basse fréquence aéroporté, permettant la pénétration des ondes radio dans l'eau, étant long et coûteux, le choix est fait de l'acheter aux Américains qui disposent du système TACAMO qui équipe leurs EC-130Q Hercules.
Le premier exemplaire effectue son premier vol le 27 février 1985 depuis l'aéroport de Bordeaux-Mérignac. Il est ensuite transféré aux États-Unis pour y recevoir le système Tacamo. Il repart de Dallas Love Field le 8 avril 1986 après avoir été entièrement équipé. Les quatre exemplaires sont construits entre 1985 et 1989.
Les C160H entrent en service en 1988 au sein de l'escadron avion 00.059 « Astarté », crée le 1er septembre 1987 sur la base aérienne 105 Évreux-Fauville. L'unité dépend du Commandement du transport aérien militaire (COTAM), mais est mis à disposition des Forces aériennes stratégiques (FAS) pour emploi. L'escadron est déclaré opérationnel le 21 novembre 1988 et reçoit son quatrième et dernier avion fin 1989.
| N° de série | N° de construction | 1er vol           | Entrée en service | Immatriculations | Retrait      |
| ----------- | ------------------ | ----------------- | ----------------- | ---------------- | ------------ |
| F219/H01    | 222                | 10 septembre 1983 | Janvier 1988      | F-ZJUS F-RABA    | Juillet 2001 |
| F220/H02    | 223                | 22 juillet 1983   | Février 1989      | F-ZJUT F-RABB    | Juillet 2001 |
| F228/H03    | 231                | 31 janvier 1985   | Octobre 1988      | F-ZJUB F-RABC    | Juillet 2001 |
| F229/H04    | 232                | 22 mai 1985       | Septembre 1989    | F-ZJUC F-RABD    | Juillet 2001 |

Les principales missions des Astarté, étant déjà remplies par une nouvelle unité et les coûts de maintien en condition opérationnelle (MCO) étant élevés, l'escadron est dissous le 2 juillet 2001. Les C160H sont retirés du service après avoir accompli près de 27 000 heures de vol et 850 émissions au profit des SNLE. La mission des Astarté a été reprise par l'escadron Syderec (Système du dernier recours) qui déploie des antennes filaires à partir d'aérostats. Les quatre appareils ont été stocké sur la base aérienne 279 Châteaudun où ils ont été entièrement cannibalisés au profit des autres Transall. Leurs carcasses sont restées dans un coin de la base jusqu'en 2020 où ils ont été mis à la ferraille en prévision de la fermeture de celle-ci.

## Spécificités

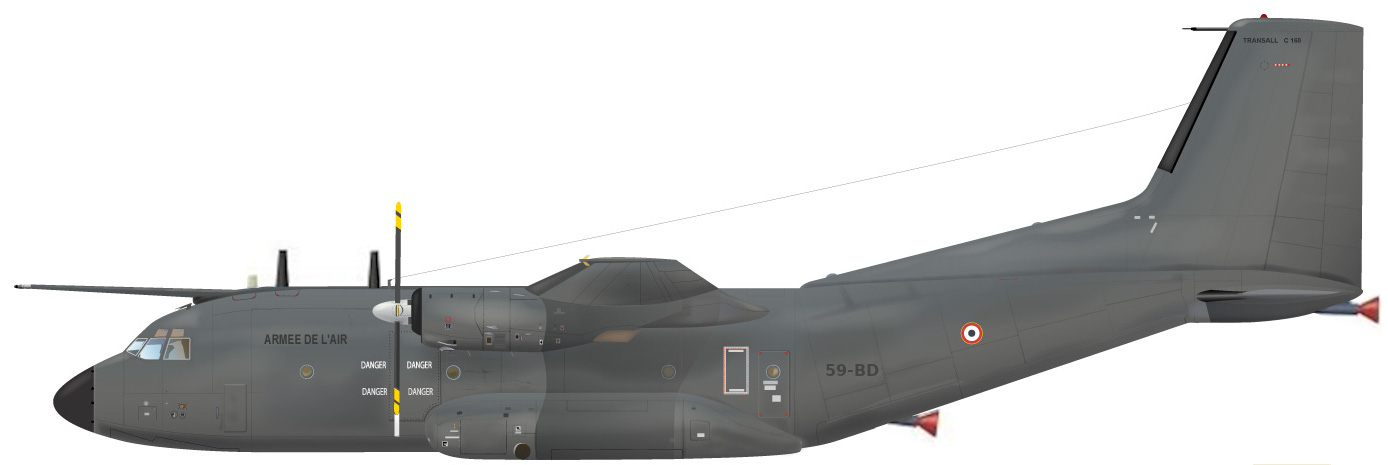
C160H Astarté: les deux grandes antennes sabres à l'avant et les deux drogues rouges à l'arrière permettent le distinguer des autres Transall.

La version C160H est dérivée de la nouvelle version C160NG, elle en reçoit donc les caractéristiques : à savoir, deux réservoirs supplémentaires situés dans le plan central de la voilure ainsi qu'une perche de ravitaillement en vol. Extérieurement le C160H se distingue par les deux grandes antennes sabres placées au-dessus du fuselage avant et par les deux drogues rouges situées pour l'une à l'extrémité arrière du fuselage sous la dérive, et l'autre au milieu de la porte cargo arrière. Ces deux drogues rouges sont en fait les extrémités des câbles du système de transmission très basse fréquence (VLF) Rockwell Collins USC-13. Le système est composé de deux câbles d'un diamètre de 8 mm, l'un de 8 687 m de long en acier recouvert de cuivre sert à émettre et l'autre de 1 372 m de long en acier recouvert d'aluminium sert à dissiper l'énergie électromagnétique générée par l'émetteur VLF,.
À l'intérieur de la soute, sont donc installés les deux dévidoirs d'antenne ainsi qu'un volumineux amplificateur. Derrière le poste de pilotage, trois consoles destinées aux transmissions sont installées perpendiculairement au fuselage. Conçues par Thomson-CSF, elles sont opérées par des marins. Par ailleurs,afin d'être capable de transmettre leur message en toutes circonstances, les Astarté sont conçus comme une cage de Faraday afin de résister aux impulsions électromagnétiques,.
L'équipage est constitué de sept personnes : Deux pilotes, un mécanicien navigant, un technicien radio, un treuilliste responsable de la manœuvre des antennes filaires ainsi que deux marins chargés du contrôle et de la transmission.
Étant donné la mission et le faible nombre d'avions produits, la maintenance de la flotte d'Astarté est organisée différemment du reste de la flotte de Transall. Alors que les Transall subissent régulièrement des inspections et des visites qui les immobilisent, les Astarté ne sont immobilisés que pour les petites et grandes visites, tous les deux ans et demi et les cinq ans. Les autres vérifications périodiques étant intégrées  à la maintenance journalière, permettant ainsi une meilleure disponibilité des appareils.

## Mission
En service de 1988 en 2001 au sein de l'Escadron avion 1/59 Bigorre, la mission des Astarté était de servir de station relais afin de transmettre l'ordre d'engagement nucléaire au différentes forces stratégiques dans les cas où les autres moyens normaux seraient détruits. Il permettait de communiquer aussi bien avec les sous-marins nucléaires lanceurs d'engins qu'avec les missiles balistiques stratégiques du plateau d'Albion ou les Mirage IV puis Mirage 2000N des forces aériennes stratégiques au travers des C135 ravitailleurs.
Les missions pouvaient durer de 6 à 15 h grâce au ravitaillement en vol, consistant en des rotations autour d'un point au-dessus de l'océan Atlantique ou de la mer Méditerranée. L'avion effectue des cercles à vitesse faible, altitude constante et inclinaison quasiment constante, ce qui permet à l'antenne de décrocher et se positionner sous l'avion, puis de transmettre l'onde sous l'avion, accroissant l'efficacité de celle-ci. L'antenne longue effectue une spirale en forme de tronc de cône inversé faisant environ un demi-tour de l'axe de rotation. En fonction de la fréquence à émettre l'antenne est plus ou moins sortie, ce qui détermine l'altitude minimale de l'orbite (calculée ainsi : 80 % de la longueur d'antenne sortie en pieds + 2 000 pieds).
En cas de besoin, notamment en fonction des conditions météorologiques, l'émission pouvait aussi être réalisée en vol rectiligne.

### Développement lié
- C-160 Transall

### Aéronefs comparables
- Boeing E-6 Mercury